# Теракт в Шишлинском районном отделении полиции
Теракт в Шишлинском районном отделении полиции — террористический акт, совершённый 3 января 2001 года в районе Шишли города Стамбул одноимённого ила Турецкой Республики в ходе восстания Революционной народно-освободительной партии-фронта.
В 14 часов 50 минут по местному времени член Революционной народно-освободительной партии-фронта Гюльтекин Коч вошёл в полицейский участок района Шишли, представившись предпринимателем. Он поднялся на лифте и вошёл в кабинет главного констебля района Шишли, Сельчука Танрыверди. Охранник, Наси Канан Тунсер, остановил террориста, спросив его, с какой целью он вошёл в комнату. Тот, в свою очередь, активировал взрывное устройство.
В результате взрыва, погибло 2 человека (террорист и охранник), было ранено 7 человек (3 полицейских и 4 гражданских лица).